# Belinda Olsson
Belinda Anna Martina Olsson, född 9 april 1974 i Göteborg, är en svensk journalist, författare och programledare. Hon har även varit chefredaktör för webbtidningen Sourze, reporter på Expressen och Aftonbladet,  programledare för flera debattprogram i TV samt skrivit ett par romaner. 1999 var hon redaktör för den uppmärksammade feministiska antologin Fittstim. Som programmakare har hon senare producerat flera TV-serier som även undersökt genus och könsroller.

## Biografi
Belinda Olsson växte upp i en förort till Göteborg. Fadern var målare och modern receptionist och föräldrarna ägde även en städfirma. Hon arbetade ett år som städerska, och studerade sedan media ett år i USA. Sedan 2014 är hon gift med journalisten Ali Fegan.

### Tidningsjournalistik och litteratur
Åter i Sverige vikarierade hon på Expressen. Senare blev hon krönikör i Aftonbladet och chefredaktör för nättidningen Sourze (2001–2006). Hon var redaktör för den uppmärksammade feministiska antologin Fittstim (1999) tillsammans med Linda Skugge. Våren 2006 utgav hon sin första roman, Gravidchock! Reporter erkänner!. Året därpå följdes den upp med romanen Otrogen på öppen gata, med samma huvudperson.
Olssons böcker har i de flesta fall översatts till andra nordiska språk. De båda romanerna har även givits ut på tyska, den första av dem även på franska.

### Television
Olsson har varit bisittare i Kvällsöppet med Ekdal i TV 4 och var senare programledare för talkshowen Studio Belinda i TV 8. I början av 2009 lämnade hon sin tjänst vid Aftonbladet för att arbeta som redaktör för Debatt i Sveriges Television, där hon från augusti samma år tog över som programledare efter Janne Josefsson. Hon lämnade programledaruppdraget 2012. Debatt i SVT ersattes 2016 av Opinion live för vilket Olsson varit programledare sedan starten. Hon verkar som utfrågare av riksdagens partiledare under Almedalsveckan.
I början av 2014 väckte hon viss debatt med sin reportageserie i SVT, Fittstim – min kamp, där hon med avstamp i tiden för boken Fittstim undersökte feminismens olika sidor och förgreningar i dag med företrädare för ett antal olika synsätt. Hon sökte också sitt eget nutida förhållningssätt till dessa frågor och aspekter.
2021 var Olsson programledare för TV-serien Från savannen till Tinder. I den uppmärksammade dokumentärserien, presenterad tillsammans med hjärnforskaren Markus Heilig, undersökte de på ett lekfullt sätt hur män och kvinnor är funtade som biologiska varelser. Serien fick blandad kritik – bland annat från genusteoretiker – och beskylldes på sina håll för att förenkla sammanhang. Anslaget till serien var detsamma som för 2010 års norska Hjernevask.